# Dreaming of Me
Dreaming of Me è un singolo del gruppo musicale britannico Depeche Mode, pubblicato il 20 febbraio 1981.

## Descrizione
Il brano fu scritto da Vince Clarke e fu realizzato presso i Blackwing Studios di Londra sotto la supervisione del produttore Daniel Miller. Sebbene non sia stato incluso nell'edizione originaria dell'album di debutto Speak & Spell venduta nel Regno Unito, Dreaming of Me è apparso nell'edizione statunitense dell'album a posto di I Sometimes Wish I Was Dead.
Sul lato B del singolo compare l'inedito Ice Machine, anch'esso composto da Clarke. Una versione dal vivo apparve nell'edizione 12" del singolo Blasphemous Rumours/Somebody (1984). Nell'autunno 2012 i Röyksopp, insieme alla cantante Susanne Sundfør, hanno realizzato una cover in occasione della presentazione del loro singolo Running Up to the Sea sull'emittente televisiva norvegese Norsk rikskringkasting; la relativa versione in studio è stata in seguito incluso nel loro set del 2013 per l'etichetta LateNightTales.

## Tracce
Testi e musiche di Vince Clarke.
1. Dreaming of Me – 4:01
2. Ice Machine – 4:06

## Formazione
Hanno partecipato alle registrazioni, secondo le note di copertina di Speak & Spell:
Gruppo
- Dave Gahan – sintetizzatore, voce
- Vince Clarke – sintetizzatore, voce
- Martin Gore – sintetizzatore, voce
- Andrew Fletcher – sintetizzatore, voce

Produzione
- Depeche Mode – produzione
- Daniel Miller – produzione
- Eric Radcliffe – ingegneria del suono
- John Fryer – ingegneria del suono

## Successo commerciale
Nel 1981 Dreaming of Me raggiunse la posizione 57 della Official Singles Chart britannica.
Nel 30º anniversario dall'uscita del singolo gruppi di fan hanno tentato un'operazione di acquisto di massa del singolo in download digitale per riportarlo in classifica: il tentativo è riuscito solo in Germania dove ha raggiunto la 45ª posizione della Offizielle Deutsche Charts.

## Classifiche
| Classifica (1981-2011) | Posizione massima |
| ---------------------- | ----------------- |
| Germania               | 45                |
| Regno Unito            | 57                |